# لودميلا اصلانيان
لودميلا اصلانيان (بالإنجليزية: Ludmila Aslanian)‏ (بالأرمنية: Լյուդմիլա Ասլանյան)‏ (من مواليد 2 يوليو 1954) وهي لاعبة شطرنج أرمينية تحمل لقب سيد المرأة الدولية (WIM). وهي الفائزة بخمس بطولات للشطرنج الأرمنية للسيدات للأعوام التالية: (1984، 1986، 1987، 1991، 1992).

## عملها
تنافست اصلانيان في أولمبياد الشطرنج الثلاثين لأرمينيا وكانت أول أولمبياد شطرنج للبلاد. في نفس العام، لعبت أيضا في أرمينيا في بطولة الشطرنج الأوروبية عام 1992. شاركت اصلانيان في أولمبياد الشطرنج الحادي والثلاثين مرة أخرى مع أرمينيا كما مثلت جمهورية أرمينيا الاشتراكية السوفيتية في بطولة الشطرنج الثانية للنساء السوفييتات عام 1991.

## وصلات خارجية
- لودميلا اصلانيان على موقع الاتحاد الدولي للشطرنج (الإنجليزية)
- لودميلا اصلانيان على موقع مباريات الشطرنج (الإنجليزية)
- لودميلا اصلانيان على موقع 365Chess.com (الإنجليزية)
- لودميلا اصلانيان على موقع Chesstempo.com (الإنجليزية)
- لودميلا اصلانيان سجل أولمبياد الشطرنج للسيدات على موقع OlimpBase.org (الإنجليزية)
- Ludmila K Aslanian chess games at 365Chess.com
- OlimpBase